# Aubigny-sur-Nère
Aubigny-sur-Nère är en kommun i departementet Cher i regionen Centre-Val de Loire i de centrala delarna av Frankrike. Kommunen ligger  i kantonen Aubigny-sur-Nère som tillhör arrondissementet Vierzon. År 2022 hade Aubigny-sur-Nère 5 464 invånare.

## Ekonomi
Mecachrome har en fabrik här som är levererar delar till Airbus och Formel 1stallet Renault Sport.

## Befolkningsutveckling
Antalet invånare i kommunen Aubigny-sur-Nère
Referens:INSEE

## Vänorter
- Haddington, Skottland
- Vlotho, Tyskland
- Oxford, Mississippi, USA
- Plopana, Rumänien